# 11772 Jacoblemaire
A 11772 Jacoblemaire (ideiglenes jelöléssel 4210 T-2) a Naprendszer kisbolygóövében található aszteroida. Cornelis Johannes van Houten,  Ingrid van Houten-Groeneveld és Tom Gehrels fedezte fel 1973. szeptember 29-én.